# Lemalesomab
Il lemalesomab è un anticorpo monoclonale di tipo murrino, che viene utilizzato per la diagnosi di malattie infiammatorie.
Il farmaco agisce sull'antigene granulocitario, la glicoproteina NCA-90.

### Lemalesomab
- (EN) Martin Negwer e Hans-Georg Scharnow, Organic-chemical drugs and their synonyms: (an international survey), Wiley-VCH, 4 ottobre 2001, ISBN 978-3-527-30247-5. URL consultato il 12 aprile 2011.